# 吳必孝
吳必孝（1506年—？），字純卿，浙江紹興府餘姚縣人，軍籍，明朝政治人物。

## 生平
嘉靖四年（1525年）乙酉科浙江鄉試第八十名舉人。嘉靖二十年（1541年）中式辛丑科會試第一百一名，登第三甲第三十三名進士。歷刑部署員外郎，嘉靖二十九年（1550年）陞湖廣按察司僉事。

## 家族
曾祖吳勤，贈刑部員外郎；祖父吳敘，知府；父吳律，母毛氏。具庆下。從兄吴至，知府。